# 励建安
励建安，中国运动医学和康复医疗学者，南京医科大学康复医学系教授。

## 简历
1952年6月生于福建，浙江宁波人。1983年，获南京医科大学运动医学硕士。1988年至1992年，为世界卫生组织访问学者在澳大利亚进修。2000年至2001年，为中国高级访问学者在美国费城进修。
曾任国际物理医学与康复医学学会主席，WHO-ISPRM国际康复救灾委员会主席。2010年，获中国科协科技先进工作者荣誉。2014年，当选美国国家医学院外籍院士 。